# Visser
Visser ist ein Familienname.

## Herkunft und Bedeutung
Visser ist ein ursprünglich berufsbezogener niederländischer Familienname mit der Bedeutung „Fischer“, analog dem entsprechenden deutschen Familiennamen.

## Namensträger
- Ad Visser (* 1943), niederländischer Radio- und Fernsehmoderator, Künstler, Autor und Singer-Songwriter
- Adrie Visser (* 1983), niederländische Radsportlerin
- Andries Gerhardus Visser (1878–1929), südafrikanisch-burischer Schriftsteller
- Angela Visser (* 1966), niederländische Schauspielerin und Schönheitskönigin
- Anne Visser (1878–2004), möglicherweise der älteste nachgewiesene Mensch aller Zeiten
- Atie Visser (1914–2014), niederländische Widerstandskämpferin
- Barbara Visser (* 1977), niederländische Politikerin (VVD)
- Beitske Visser (* 1995), niederländische Automobilrennfahrerin
- Carel Visser (1928–2015), niederländischer Bildhauer
- Carolijn Visser (* 1956), niederländische Schriftstellerin
- Christia Visser (* 1992), südafrikanische Theater- und Filmschauspielerin, Sängerin und Tänzerin
- Danie Visser (* 1961), südafrikanischer Tennisspieler
- Dennis Visser (* 1995), niederländischer Shorttracker
- Derkwillem Visser († 2001), niederländischer Sachbuchautor zur Flaggenkunde
- Dionne Visser (* 1996), niederländische Handballspielerin
- Edzard Visser (* 1954), deutscher Altphilologe und Gymnasialdirektor
- Elizabeth Visser (1908–1987), niederländische Althistorikerin und Hochschullehrerin
- Els Visser (* 1990), niederländische Triathletin
- Erika Visser (1919–2007), niederländische Malerin
- Esmee Visser (* 1996), niederländische Eisschnellläuferin
- Frank Visser (* 1958), niederländischer Autor
- Griselda Visser, bekannt als Griselda Molemans (* 1961), niederländische Journalistin und Autorin
- Guido Visser (* 1970), kanadischer Skilangläufer
- Guillaume Visser (1880–1952), belgischer Ruderer
- Haas Visser ’t Hooft (1905–1977), niederländischer Hockeyspieler
- Henk Visser (Leichtathlet) (1932–2015), niederländischer Leichtathlet
- Henk Visser (Politiker) (* 1946), niederländischer Politiker (RPF)
- Impi Visser (* 1995), südafrikanischer Rugbyspieler
- Ingrid Visser (Biologin) (* 1966), neuseeländische Meeresbiologin
- Ingrid Visser (1977–2013), niederländische Volleyballspielerin
- Jan de Visser (Gouverneur), von 1699 bis 1701 Befehlshaber von Groß Friedrichsburg
- Jan de Visser (Widerstandskämpfer) (1916–1944), niederländischer Widerstandskämpfer
- Jan de Visser (Fußballspieler) (* 1968), niederländischer Fußballspieler
- Johannes Theodoor de Visser (1857–1932), niederländischer Politiker, Geistlicher und Journalist
- Kevin Visser (* 1988), niederländischer Fußballspieler
- Kyle Visser (* 1985), US-amerikanischer Basketballspieler
- Lawrence Visser (* 1989), belgischer Fußballschiedsrichter
- Leo Visser (* 1966), niederländischer Eisschnellläufer
- Lieuwe Visser (1940–2014), niederländischer Opernsänger
- Lodewijk Ernst Visser (1871–1942), niederländischer Jurist
- Margaret Visser (* 1940), südafrikanisch-kanadischer Autorin
- Marijcke Visser (1915–1999), niederländische Bildhauerin, Goldschmiedin und Schmuckdesignerin
- Marinus Willem de Visser (1875–1930), niederländischer Japanologe und Sinologe
- Marius Visser (* 1982), namibischer Rugby-Union-Spieler
- Maura Visser (* 1985), niederländische Handballspielerin
- Maurits Visser (* 1995), niederländischer Hockeyspieler
- Nadine Visser (* 1995), niederländische Leichtathletin
- Norbert Visser (1919–2003), niederländischer Musiker und Musikinstrumentenbauer
- Paul Visser († 1888), Nama-Kaptein
- Piet de Visser (* 1934), niederländischer Fußballtrainer und Scout
- Reidar Visser (* 1971), norwegischer Historiker und Nahostexperte
- Ria Visser (* 1961), niederländische Eisschnellläuferin
- Robert Visser (1860–1937), deutscher Unternehmer, Landwirt und Sammler völkerkundlicher Objekte
- Ruben Visser (* 1989), niederländischer Pokerspieler
- Sander Visser (* 1999), niederländischer Handballspieler
- Sim Visser (1908–1983), niederländischer Politiker
- Susan Visser (* 1965), niederländische Schauspielerin
- Tamara Visser (* 1958), deutsche Altphilologin und Fachdidaktikerin, siehe Tamara Choitz
- Tim Visser (* 1987), niederländisch-schottischer Rugby-Union-Spieler
- Werner Visser (* 1998), südafrikanischer Diskuswerfer
- Willem Adolf Visser ’t Hooft (1900–1985), niederländischer Theologe
- Wim Visser (* 1970), südafrikanisch-italienischer Rugby-Union-Spieler
- Yge Visser (* 1963), niederländischer Schachmeister
- Yolandi Visser (* 1984), südafrikanische Musikerin
- Yvonne Visser (* 1965), kanadische Biathletin und Biathlontrainerin
- Zarck Visser (* 1989), südafrikanischer Weitspringer

## Sonstiges
- Visser Hill, Hügel auf der Adelaide-Insel, Antarktis